# Новостройка (Новокузнецький район)
Новостро́йка (рос. Новостройка) — селище у складі Новокузнецького району Кемеровської області, Росія. Входить до складу Кузедеєвського сільського поселення.

## Населення
Населення — 2 особи (2010; 0 у 2002).